# 1683
Il 1683 (MDCLXXXIII in numeri romani) è un anno  del XVII secolo.

## Eventi
- 24 maggio – Inaugurato l'Ashmolean Museum.
- 14 luglio – Le truppe ottomane assediano Vienna.
- 11 agosto – Papa Innocenzo XI indice un giubileo straordinario.
- 11-12 settembre – Viene combattuta la Battaglia di Vienna, che fu una vittoria strategicamente decisiva della coalizione cristiana contro l'impero ottomano.

## Nati

### Gennaio
- 3 gennaio - Christoph Graupner, compositore e clavicembalista tedesco († 1760)
- 12 gennaio - Maria Antonia del Liechtenstein, principessa austriaca († 1715)
- 14 gennaio - Giuseppe Antonini, geografo italiano († 1765)
- 14 gennaio - Gottfried Silbermann, organaro tedesco († 1753)

### Febbraio
- 1º febbraio - Jean-Baptiste Franque, architetto francese († 1758)
- 2 febbraio - Fortunato Tamburini, cardinale italiano († 1761)
- 4 febbraio - Jean-Baptiste Bénard de la Harpe, esploratore francese († 1765)
- 13 febbraio - Giovanni Battista Piazzetta, pittore italiano († 1754)
- 22 febbraio - Baldassarre Odescalchi, I principe Odescalchi, nobile italiano († 1746)
- 22 febbraio - Zacharias Konrad von Uffenbach, giurista tedesco († 1734)
- 25 febbraio - Jakob Benzelius, religioso e teologo svedese († 1747)
- 27 febbraio - Anne Churchill, nobile britannica († 1716)
- 28 febbraio - René-Antoine Ferchault de Réaumur, scienziato e fisico francese († 1757)

### Marzo
- 1º marzo - Carolina di Brandeburgo-Ansbach, regina († 1737)
- 2 marzo - Hans Reinhold von Fersen, generale e politico svedese († 1736)
- 9 marzo - Bartolomeo Corsini, nobile, politico e diplomatico italiano († 1752)
- 11 marzo - Giovanni Veneziano, compositore italiano († 1742)
- 12 marzo - Alessandro Gregorio Capponi, museologo e nobile italiano († 1746)
- 12 marzo - John Theophilus Desaguliers, scienziato e religioso inglese († 1744)
- 15 marzo - Charles Louis Bretagne de La Trémoille, nobile francese († 1719)
- 24 marzo - Mark Catesby, naturalista inglese († 1749)

### Aprile
- 7 aprile - Henning Bernhard Witter, teologo tedesco († 1715)
- 17 aprile - Johann David Heinichen, compositore tedesco († 1729)

### Maggio
- 6 maggio - Jonathan Wild, criminale inglese († 1725)
- 15 maggio - Cristiano Ludovico II di Meclemburgo-Schwerin, duca († 1756)
- 19 maggio - Burkhard Christoph von Münnich, generale russo († 1767)
- 29 maggio - Antoine Pesne, pittore francese († 1757)

### Giugno
- 2 giugno - Thomas-Simon Gueullette, drammaturgo francese († 1766)
- 24 giugno - Giovan Francesco Gaggini, pittore e artista svizzero († 1768)

### Luglio
- 3 luglio - Edward Young, poeta britannico († 1765)
- 25 luglio - Pieter Langendijk, drammaturgo, poeta e pittore olandese († 1756)
- 26 luglio - Carlo Alberto Guidobono Cavalchini, cardinale e arcivescovo cattolico italiano († 1774)
- 30 luglio - Sofia Albertina di Erbach-Erbach, contessa tedesca († 1742)
- 30 luglio - Pier Giuseppe Sandoni, compositore italiano († 1748)

### Agosto
- 5 agosto - Domenico Canevaro, doge († 1745)
- 12 agosto - Thomas Seitz, stuccatore e scultore tedesco († 1763)
- 18 agosto - Cristiano Ernesto di Sassonia-Coburgo-Saalfeld, duca († 1745)
- 21 agosto - Gabriele Valvassori, architetto italiano († 1761)
- 22 agosto - Antonio Guidi di Bagno, vescovo cattolico italiano († 1761)
- 22 agosto - Ermanno II di Promnitz, principe († 1745)
- 23 agosto - Giovanni Poleni, matematico, fisico e ingegnere italiano († 1761)
- 24 agosto - Meinrad Spieß, compositore tedesco († 1761)
- 26 agosto - Joseph-Dominique d'Inguimbert, arcivescovo cattolico, teologo e archivista francese († 1757)

### Settembre
- 5 settembre - Noël Regnault, gesuita e fisico francese († 1762)
- 6 settembre - Giovan Maria Borsotto, architetto svizzero († 1760)
- 7 settembre - Maria Anna d'Asburgo, regina († 1754)
- 12 settembre - Elisabetta Sofia Maria di Schleswig-Holstein-Sonderburg-Norburg, principessa tedesca († 1767)
- 14 settembre - Giuliano Dami, italiano († 1750)
- 16 settembre - Francesco Colonna di Sciarra, IV principe di Carbognano, nobile italiano († 1750)
- 19 settembre - Lorenz Heister, chirurgo e botanico tedesco († 1758)
- 25 settembre - Jean-Philippe Rameau, compositore, clavicembalista e organista francese († 1764)
- 29 settembre - Sebastiano Nicola Buonaparte, politico italiano

### Ottobre
- 9 ottobre - Armand-Louis de Vignerot du Plessis d'Aiguillon, scrittore e nobile francese († 1750)
- 24 ottobre - Charles Alston, botanico e medico scozzese († 1760)
- 25 ottobre - Charles FitzRoy, II duca di Grafton, nobile e politico inglese († 1757)

### Novembre
- 9 novembre - Ludovico Lante Montefeltro della Rovere, III duca di Bomarzo, nobile italiano († 1727)
- 10 novembre - Giorgio II di Gran Bretagna, re († 1760)
- 12 novembre - Anselm Franz von Ingelheim, vescovo cattolico tedesco († 1749)
- 30 novembre - Ludwig Andreas von Khevenhüller, generale austriaco († 1744)

### Dicembre
- 2 dicembre - Marcello Sacchi, vescovo cattolico italiano († 1746)
- 11 dicembre - Thomas Howard, VIII duca di Norfolk, nobile inglese († 1732)
- 12 dicembre - Francesco Maria Benedetti, compositore e francescano italiano († 1749)
- 19 dicembre - Filippo V di Spagna, re spagnolo († 1746)
- 27 dicembre - Conyers Middleton, storico inglese († 1750)

### Senza giorno specificato
- François d'Agincourt, clavicembalista, organista e compositore francese († 1759)
- Michele Albertini, cantante castrato italiano († 1742)
- Semaan Boutros Awwad, patriarca cattolico libanese († 1756)
- Carlo Bergonzi, liutaio italiano († 1747)
- Jean-Frédéric Bernard, editore e scrittore francese († 1744)
- William Bull, politico statunitense († 1755)
- Ruggero Calbi, medico e poeta italiano († 1761)
- Isidoro Chirulli, presbitero italiano († 1771)
- Nicolas-Antoine Coulon de Villiers, militare francese († 1733)
- Michel III Danican Philidor, compositore francese († 1723)
- Bernardo De Dominici, pittore, storico dell'arte e biografo italiano († 1759)
- Carel van Falens, pittore fiammingo († 1733)
- Thomas Forster, politico e militare inglese († 1738)
- Donato Giuseppe Frisoni, architetto e stuccatore italiano († 1735)
- François Gaviniès, liutaio francese († 1772)
- Giulio Goldoni, medico italiano († 1731)
- Domenico Guarino, pittore e scultore italiano († 1750)
- Ermenegildo Hamerani, medaglista italiano († 1756)
- Zeger Jacob van Helmont, pittore fiammingo († 1726)
- Francis Howard, I conte di Effingham, nobile e militare inglese († 1743)
- Pavel Ivanovič Jagužinskij, politico, diplomatico e nobile russo († 1736)
- Keaweʻīkekahialiʻiokamoku, re († 1719)
- Maria Elisabetta del Liechtenstein, principessa austriaca († 1744)
- Stefano Lomellini, doge († 1753)
- Teodor Lubomirski, nobile polacco († 1745)
- Miyagawa Chōshun, pittore giapponese († 1753)
- Anne Oldfield, attrice teatrale britannica († 1730)
- Domingo Ortíz de Rosas, militare spagnolo († 1756)
- Luciano Rossi, presbitero e poeta italiano († 1754)
- Pierre-Charles Roy, librettista francese († 1764)
- Tsangyang Gyatso, monaco buddhista tibetano († 1706)
- Odoardo Vicinelli, pittore italiano († 1755)
- Jules-Robert de Cotte, architetto francese († 1767)
- Renaud des Marchais, cartografo, esploratore e navigatore francese († 1728)

## Morti

### Gennaio
- 10 gennaio - Luigi Cesare di Borbone, nobile francese (n. 1672)
- 11 gennaio - Biagio Cusano, poeta italiano
- 21 gennaio - Anthony Ashley-Cooper, I conte di Shaftesbury, politico inglese (n. 1621)
- 28 gennaio - Julien Maunoir, gesuita francese (n. 1606)
- 31 gennaio - Cesare Facchinetti, cardinale e arcivescovo cattolico italiano (n. 1608)

### Febbraio
- 5 febbraio - Giovanni Battista De Luca, giurista e cardinale italiano (n. 1614)
- 6 febbraio - Alberto Ernesto I di Oettingen-Oettingen, nobile tedesco (n. 1642)
- 14 febbraio - Willem Hermans, organaro e gesuita olandese (n. 1601)
- 16 febbraio - Nicolaes Berchem, pittore olandese (n. 1620)
- 22 febbraio - Jarig Jelles, filosofo e mercante olandese (n. 1620)
- 26 febbraio - Lorenzo Mayers Caramuel, vescovo cattolico spagnolo (n. 1617)
- 28 febbraio - Giuseppe Antonio Rabatta, vescovo cattolico italiano

### Marzo
- 6 marzo - Guarino Guarini, architetto e teorico dell'architettura italiano (n. 1624)
- 9 marzo - Michael Ettmüller, medico tedesco (n. 1644)
- 11 marzo - Giovanni Bernardo Carbone, pittore italiano (n. 1614)
- 19 marzo - Thomas Killigrew, drammaturgo e impresario teatrale britannico (n. 1612)
- 21 marzo - Stefano Agostini, cardinale italiano (n. 1614)
- 22 marzo - Giovanni Gherardi, attore teatrale e musicista italiano
- 23 marzo - Agostino Oldoini, gesuita, storico e bibliografo italiano (n. 1612)

### Aprile
- 7 aprile - Carlo Francesco Airoldi, arcivescovo cattolico, diplomatico e nobile italiano (n. 1637)
- 23 aprile - Peter Philipp von Dernbach, vescovo cattolico tedesco (n. 1619)
- 28 aprile - Daniel Casper von Lohenstein, drammaturgo tedesco (n. 1635)

### Maggio
- 7 maggio - Stefano Gradi, scienziato, filosofo e poeta dalmata (n. 1613)
- 12 maggio - Bernardino Gentili il Vecchio, ceramista italiano (n. 1635)
- 15 maggio - Giovanni Ernesto II di Sassonia-Weimar, duca tedesco (n. 1627)
- 26 maggio - Giovanni Adolfo I di Schwarzenberg, nobile (n. 1615)

### Giugno
- 4 giugno - Volfango Giorgio Federico del Palatinato-Neuburg, principe (n. 1659)
- 7 giugno - Giovanni Ghisolfi, pittore italiano (n. 1623)
- 7 giugno - George Ravenscroft, imprenditore britannico (n. 1632)
- 12 giugno - Tobias Pock, pittore tedesco (n. 1609)
- 24 giugno - Nicholas van Hoorn, mercante e pirata olandese (n. 1635)
- 26 giugno - Edvige Sofia di Brandeburgo, principessa prussiana (n. 1623)

### Luglio
- 7 luglio - Elisabetta Enrichetta d'Assia-Kassel, nobile tedesco (n. 1661)
- 10 luglio - François Eudes de Mézeray, storico francese (n. 1610)
- 13 luglio - Arthur Capell, I conte di Essex, nobile inglese (n. 1631)
- 13 luglio - Luigi Giulio di Savoia, militare italiano (n. 1660)
- 21 luglio - William Russell, politico inglese (n. 1639)
- 24 luglio - Marco Gallio, cardinale e vescovo cattolico italiano (n. 1619)
- 30 luglio - Maria Teresa d'Asburgo, sovrana spagnola (n. 1638)

### Agosto
- 4 agosto - Turhan Sultan
- 11 agosto - Girolamo Borgia il giovane, scrittore, poeta e vescovo cattolico italiano (n. 1633)
- 24 agosto - Matsudaira Tadateru, militare giapponese (n. 1592)

### Settembre
- 4 settembre - John Owen, predicatore e teologo inglese (n. 1616)
- 6 settembre - Jean-Baptiste Colbert, politico e economista francese (n. 1619)
- 12 settembre - Alfonso VI del Portogallo, sovrano (n. 1643)
- 17 settembre - Amedeo di Castellamonte, architetto italiano (n. 1613)

### Ottobre
- 7 ottobre - Albrecht von Sinzendorf, nobile e politico austriaco (n. 1619)
- 9 ottobre - Francesco Caetani, generale e politico italiano (n. 1594)
- 22 ottobre - Philips Angel I, pittore olandese (n. 1616)
- 27 ottobre - Giovanni Antonio Solinas, gesuita e missionario italiano (n. 1643)

### Novembre
- 10 novembre - John Collins, matematico inglese (n. 1625)
- 10 novembre - Robert Morison, botanico scozzese (n. 1620)
- 18 novembre - Luigi di Borbone, conte di Vermandois, militare francese (n. 1667)
- 22 novembre - Fabrizio Caracciolo, duca di Girifalco, nobile e militare italiano (n. 1607)
- 29 novembre - Ruperto del Palatinato, generale e ammiraglio tedesco (n. 1619)

### Dicembre
- 5 dicembre - Giovanni Fiore da Cropani, scrittore e religioso italiano (n. 1622)
- 7 dicembre - Algernon Sidney, politico inglese (n. 1623)
- 9 dicembre - John Oldham, poeta inglese (n. 1653)
- 12 dicembre - Robert Crosse, teologo inglese (n. 1606)
- 13 dicembre - Anna Sofia d'Assia-Darmstadt, religiosa tedesca (n. 1638)
- 15 dicembre - Izaak Walton, scrittore britannico (n. 1593)
- 22 dicembre - Carlo Calà, nobile, giurista e magistrato italiano (n. 1617)
- 25 dicembre - Kara Mustafa Pascià, militare e politico ottomano
- 27 dicembre - Maria Francesca di Savoia-Nemours, principessa (n. 1646)

### Senza giorno specificato
- Cesare Abbelli, poeta italiano (n. 1604)
- Orazio Archinto, nobile italiano (n. 1611)
- Girolamo Carafa, vescovo cattolico italiano (n. 1604)
- James Cecil, III conte di Salisbury, nobile e politico britannico (n. 1648)
- Andrea Cirrincione, architetto e religioso italiano (n. 1607)
- Nicholas Clough, pirata e mercante inglese
- Pietro Antonio Corradi, architetto italiano (n. 1613)
- Ricciarda Cybo Malaspina, nobildonna italiana (n. 1622)
- Alessandro Grimaldi, doge (n. 1621)
- Onorato Honorati, vescovo cattolico italiano (n. 1596)
- Lewis Kirke, navigatore inglese (n. 1599)
- Carlo Natali, pittore italiano
- Beatrice Pallavicino, nobildonna italiana
- Alessandro Poglietti, organista e compositore italiano
- Johann Sebastiani, musicista e compositore tedesco (n. 1622)
- Jacobus Stainer, liutaio austriaco (n. 1619)
- Benjamin Whichcote, filosofo e teologo inglese (n. 1609)

## Calendario
| Calendario 1683 | Calendario 1683 | Calendario 1683 | Calendario 1683 | Calendario 1683 | Calendario 1683 | Calendario 1683 | Calendario 1683 | Calendario 1683 | Calendario 1683 | Calendario 1683 | Calendario 1683 | Calendario 1683 | Calendario 1683 | Calendario 1683 | Calendario 1683 | Calendario 1683 | Calendario 1683 | Calendario 1683 | Calendario 1683 | Calendario 1683 | Calendario 1683 | Calendario 1683 | Calendario 1683 | Calendario 1683 | Calendario 1683 | Calendario 1683 | Calendario 1683 | Calendario 1683 | Calendario 1683 | Calendario 1683 | Calendario 1683 | Calendario 1683 |
| --------------- | --------------- | --------------- | --------------- | --------------- | --------------- | --------------- | --------------- | --------------- | --------------- | --------------- | --------------- | --------------- | --------------- | --------------- | --------------- | --------------- | --------------- | --------------- | --------------- | --------------- | --------------- | --------------- | --------------- | --------------- | --------------- | --------------- | --------------- | --------------- | --------------- | --------------- | --------------- | --------------- |
|                 | 1               | 2               | 3               | 4               | 5               | 6               | 7               | 8               | 9               | 10              | 11              | 12              | 13              | 14              | 15              | 16              | 17              | 18              | 19              | 20              | 21              | 22              | 23              | 24              | 25              | 26              | 27              | 28              | 29              | 30              | 31              |                 |
| Gennaio         | Ve              | Sa              | Do              | Lu              | Ma              | Me              | Gi              | Ve              | Sa              | Do              | Lu              | Ma              | Me              | Gi              | Ve              | Sa              | Do              | Lu              | Ma              | Me              | Gi              | Ve              | Sa              | Do              | Lu              | Ma              | Me              | Gi              | Ve              | Sa              | Do              |                 |
| Febbraio        | Lu              | Ma              | Me              | Gi              | Ve              | Sa              | Do              | Lu              | Ma              | Me              | Gi              | Ve              | Sa              | Do              | Lu              | Ma              | Me              | Gi              | Ve              | Sa              | Do              | Lu              | Ma              | Me              | Gi              | Ve              | Sa              | Do              |                 |                 |                 |                 |
| Marzo           | Lu              | Ma              | Me              | Gi              | Ve              | Sa              | Do              | Lu              | Ma              | Me              | Gi              | Ve              | Sa              | Do              | Lu              | Ma              | Me              | Gi              | Ve              | Sa              | Do              | Lu              | Ma              | Me              | Gi              | Ve              | Sa              | Do              | Lu              | Ma              | Me              |                 |
| Aprile          | Gi              | Ve              | Sa              | Do              | Lu              | Ma              | Me              | Gi              | Ve              | Sa              | Do              | Lu              | Ma              | Me              | Gi              | Ve              | Sa              | Do              | Lu              | Ma              | Me              | Gi              | Ve              | Sa              | Do              | Lu              | Ma              | Me              | Gi              | Ve              |                 |                 |
| Maggio          | Sa              | Do              | Lu              | Ma              | Me              | Gi              | Ve              | Sa              | Do              | Lu              | Ma              | Me              | Gi              | Ve              | Sa              | Do              | Lu              | Ma              | Me              | Gi              | Ve              | Sa              | Do              | Lu              | Ma              | Me              | Gi              | Ve              | Sa              | Do              | Lu              |                 |
| Giugno          | Ma              | Me              | Gi              | Ve              | Sa              | Do              | Lu              | Ma              | Me              | Gi              | Ve              | Sa              | Do              | Lu              | Ma              | Me              | Gi              | Ve              | Sa              | Do              | Lu              | Ma              | Me              | Gi              | Ve              | Sa              | Do              | Lu              | Ma              | Me              |                 |                 |
| Luglio          | Gi              | Ve              | Sa              | Do              | Lu              | Ma              | Me              | Gi              | Ve              | Sa              | Do              | Lu              | Ma              | Me              | Gi              | Ve              | Sa              | Do              | Lu              | Ma              | Me              | Gi              | Ve              | Sa              | Do              | Lu              | Ma              | Me              | Gi              | Ve              | Sa              |                 |
| Agosto          | Do              | Lu              | Ma              | Me              | Gi              | Ve              | Sa              | Do              | Lu              | Ma              | Me              | Gi              | Ve              | Sa              | Do              | Lu              | Ma              | Me              | Gi              | Ve              | Sa              | Do              | Lu              | Ma              | Me              | Gi              | Ve              | Sa              | Do              | Lu              | Ma              |                 |
| Settembre       | Me              | Gi              | Ve              | Sa              | Do              | Lu              | Ma              | Me              | Gi              | Ve              | Sa              | Do              | Lu              | Ma              | Me              | Gi              | Ve              | Sa              | Do              | Lu              | Ma              | Me              | Gi              | Ve              | Sa              | Do              | Lu              | Ma              | Me              | Gi              |                 |                 |
| Ottobre         | Ve              | Sa              | Do              | Lu              | Ma              | Me              | Gi              | Ve              | Sa              | Do              | Lu              | Ma              | Me              | Gi              | Ve              | Sa              | Do              | Lu              | Ma              | Me              | Gi              | Ve              | Sa              | Do              | Lu              | Ma              | Me              | Gi              | Ve              | Sa              | Do              |                 |
| Novembre        | Lu              | Ma              | Me              | Gi              | Ve              | Sa              | Do              | Lu              | Ma              | Me              | Gi              | Ve              | Sa              | Do              | Lu              | Ma              | Me              | Gi              | Ve              | Sa              | Do              | Lu              | Ma              | Me              | Gi              | Ve              | Sa              | Do              | Lu              | Ma              |                 |                 |
| Dicembre        | Me              | Gi              | Ve              | Sa              | Do              | Lu              | Ma              | Me              | Gi              | Ve              | Sa              | Do              | Lu              | Ma              | Me              | Gi              | Ve              | Sa              | Do              | Lu              | Ma              | Me              | Gi              | Ve              | Sa              | Do              | Lu              | Ma              | Me              | Gi              | Ve              |                 |